# Jan Geernaert

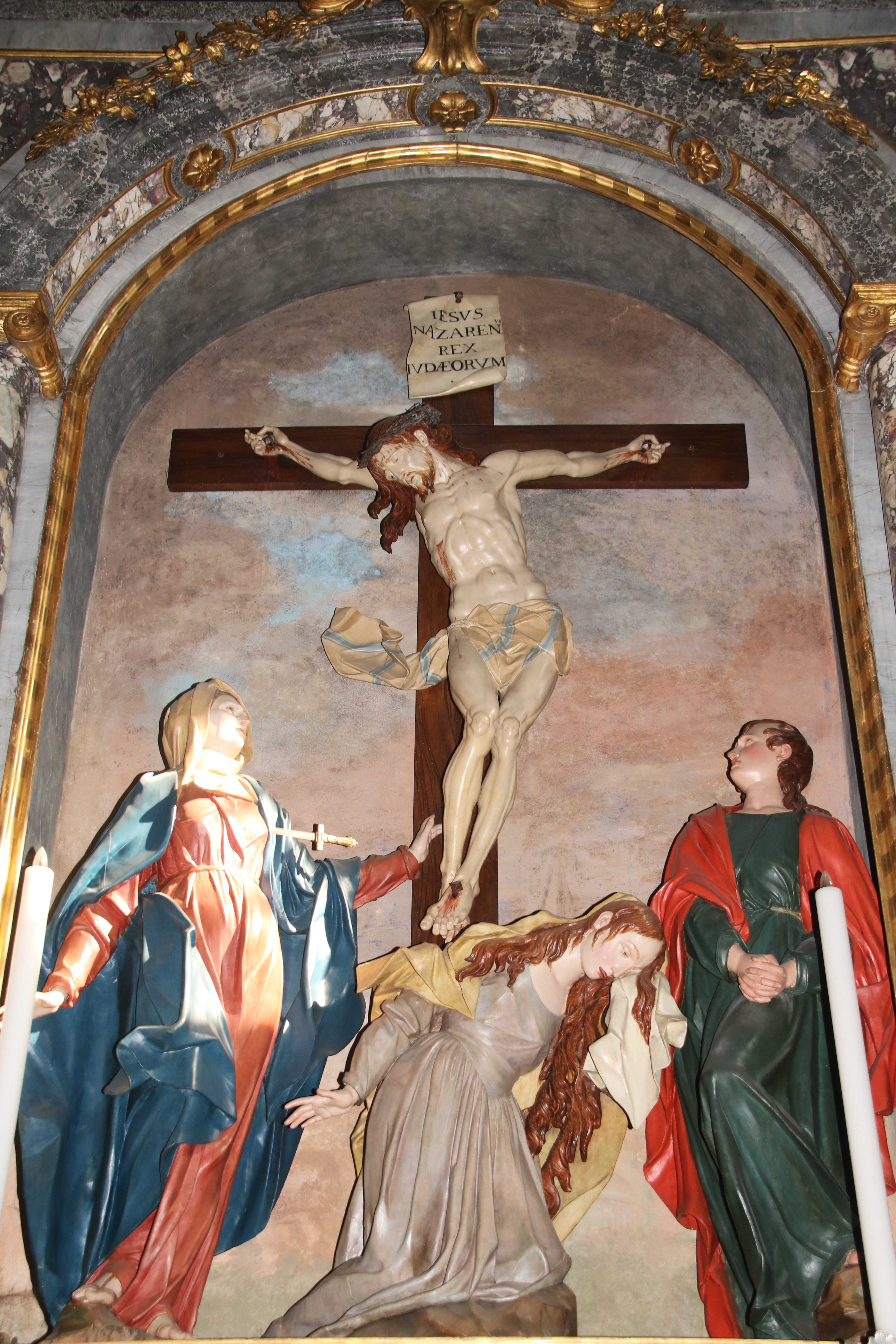
Jan Geernaert, Crocifissione (1757)

Jan Geernaert (Bruges, 25 maggio 1704 – Piacenza, 13 gennaio 1777) è stato uno scultore fiammingo.

## Biografia
Nasce in una famiglia cattolica nella parrocchia di S. Egidio di Bruges in Belgio, da Giacomo Geernaert e Giovanna Robert. Non ancora ventenne, nel 1723, porta a termine la prima formazione ad Ostenda dove frequenta per quattro mesi lo scultore Biagio de Chaene padre del pittore Francesco Gerolamo. Poi, come scrive il figlio Giacomo all’abate Pietro Zani nel 1791, studia il disegno e la plastica nelle Accademie di Parigi, Firenze, Venezia dove rimane un anno e Roma per tre mesi. Sulla via del ritorno, arriva a Piacenza nel marzo del 1727 e qui rimane fino al giorno della sua morte il 13 gennaio 1777. Come ci riferisce il figlio nella suddetta lettera, a Piacenza suo padre s’applica a scolpire il legno ed alla plastica seguitando lo studio del nudo a sue spese, in casa propria, mancando in Piacenza l’Accademia. A Piacenza assume il nome italianizzato di Giovanni Ghernardi che nei vari documenti viene riportato anche come “Gherardi”, “Gheinardi”, “Gherardo”, “Gerardi”.
Nello Status Animarum del 1729 della parrocchia di S. Ilario a Piacenza, il Ghernardi è presente nella casa dello scultore Odoardo Perfetti; viene registrato come lavorante di anni 23; “lavorante” al posto di “servo” significava persona già qualificata nel proprio lavoro. Il 17 novembre del 1729 il Geernaert sposa la figlia primogenita di Odoardo, Caterina. La famiglia Geernaert è presente in casa Perfetti, con la piccola figlia Marianna, fino al 1734. Nel 1735 Geernaert si trasferisce nella confinante parrocchia di S. Alessandro; dopo la collaborazione con Odoardo Perfetti, si mette in proprio dando vita ad una fiorente bottega che in un cinquantennio ha sfornato un cospicuo nucleo di statue delle più svariate iconografie sacre: una bottega che doveva avere un gran numero di aiuti e collaboratori a giudicare dalle tante opere d’arte attribuite alla sua mano o a quella dei suoi collaboratori.

## Opere principali e loro collocazione
Il tema più trattato nella produzione del Geernaert è quello inerente l’iconografia di Maria in un periodo di particolare fioritura del culto mariano, specialmente sotto il titolo del Rosario, in concomitanza con l’accentuarsi della pressione ottomana verso l’Europa ma non mancano la Madonna Assunta, l’Addolorata, la Madonna della Neve, l’Immacolata, la Madonna del Carmelo, la Madonna dell’Aiuto.
Molte sono le Madonne attribuite al Geernaer; diamo qui di seguito un elenco delle località dove sono collocate, suscettibile di aggiunte e di revisioni in seguito a nuove indagini:
Agazzano, Bardi, Bicchignano, Bramaiano di Bettola, Calendasco, Caminata di Nibbiano, Carpaneto, Casaliggio di Gragnano, Castel San Giovanni, Celleri di Carpaneto P.no, Centovera di S. Giorgio Piacentino, Chiavenna Landi, Cogno San Savin di Ferriere, Corneliano di S. Giorgio P.no, Gambaro di Ferriere, Gropparello, Fabbiano Val Tidone, Gossolengo, Montelungo di Pontremoli, Morfasso, Ottavello di Settima, Pecorara, Piacenza Collegio Alberoni, Piacenza chiesa di S. Anna, Piacenza fraz. Pittolo, Piacenza fraz. San Bonico, Piacenza chiesa di Santa Franca, Piacenza fraz. Mucinasso, Podenzano, Pontenure, Pontremoli, Porcigatore di Borgotaro, Pradello di Bettola, Rallio di Montechiaro, Riva di Ponte dell’Olio, Rivalta di Gazzola, San Nicolò di Rottofreno, Santimento, Sariano di Gropparello, Seminò di Ziano Piacentino, Suzzano di Rivergaro, Travo, Torrano di Ponte dell’Olio, Veano di Vigolzone, Verano di Podenzano, Villò di Vigolzone.
Diverse di queste madonne hanno un’attribuzione per analisi stilistica, altre attribuzioni bibliografiche, poche hanno dei riferimenti precisi come ad esempio quelle di:
- Riva di Ponte dell’Olio, La Madonna della Neve e due Angeli, 1739, la statua risulta firmata e datata a tergo con l’indicazione della committente Maria Eletta Maffi Durazzi e del pittore Giuseppe Corradini sacerdote[6]
- Piacenza fraz. Mucinasso, Madonna dei sette dolori, 1758– chiesa di S. Tommaso Apostolo, venne pagata 276 lire e 3 soldi al Monsieur Giovanni Ghernardi.[7]
- Casaliggio di Gragnano, Madonna del Rosario eseguita nel 1768.[8]
- Torrano di Pontedell’Olio, Madona Immacolata del 1773, le carte d’archivio della Parrocchiale attestano il pagamento di 767 lire alle scultore e al doratore.[9]
- Gambaro di Ferriere, nel 1774 il rettore di Gambaro commissiona “al Sig. Gio. Ghernardi Statoario, e migliore intagliatore di Piacenza” la statua della Madonna del Buon Consiglio terminata nel 1775 e ora non più in loco.[10]
- Rallio di Montechiaro, Madonna con Bambino – Chiesa di S. Ilario, probabilmente una della ultime opere dello scultore. In un documento della chiesa parrocchiale del 1776, si legge che nella nicchia della cappella della Madonna venne collocata l’attuale statua in legno della Madonna con Bambino “sculpta non ignobili manu” (scolpita con abile mano) da Giovanni Gherardi[11]

Altre statue riguardano:

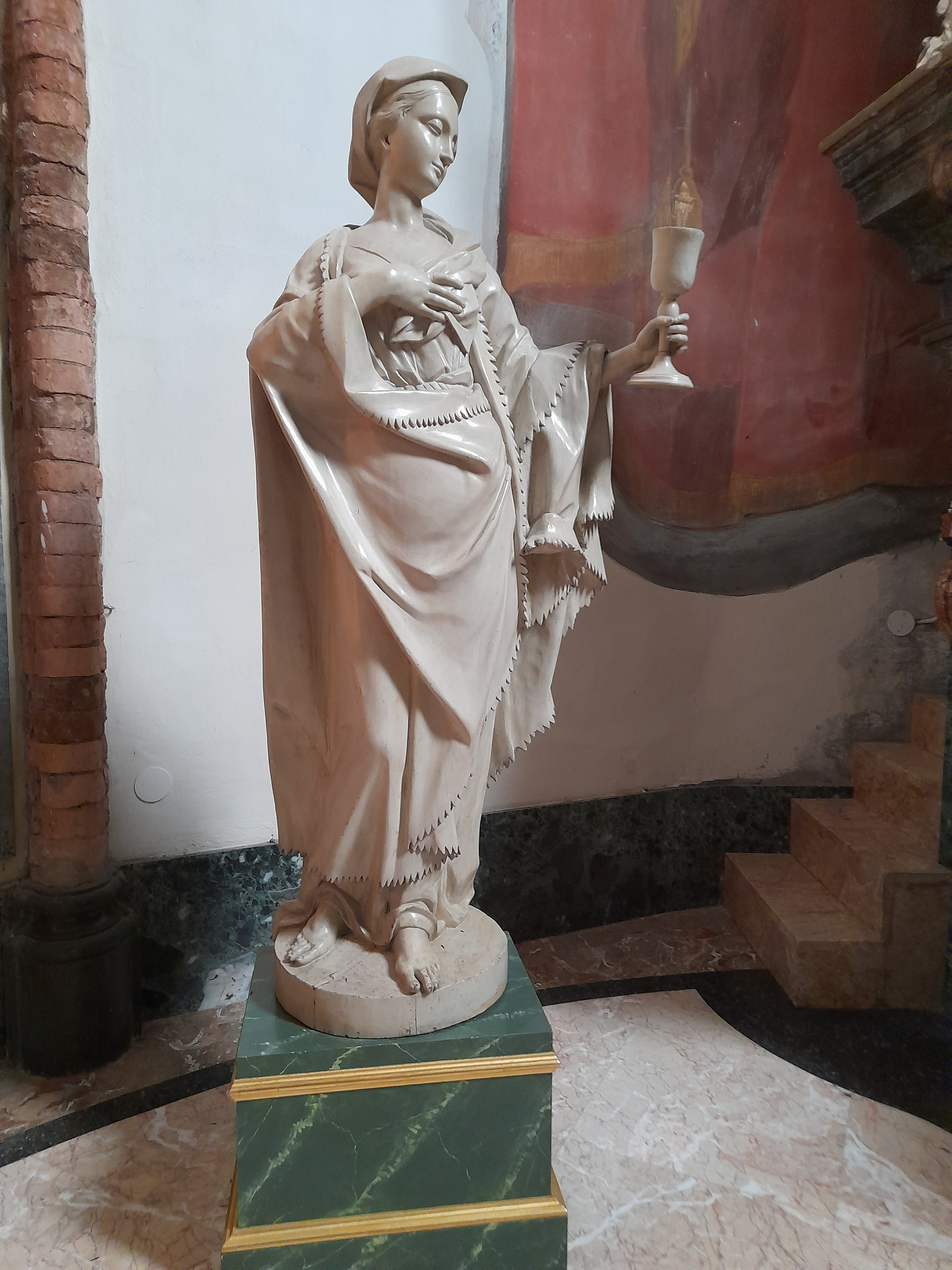
Jan Geernaert, La Fede - Cortemaggiore, Basilica di Santa Maria delle Grazie

- San Giuseppe col Bambino, a Corneliano di S. Giorgio P.no e quello di Borgo Val di Taro che viene nominato nel verbale della visita pastorale del 1856: si precisa che la scultura “l’ebbe il parroco Reboli ad imprestito dal Rispettabilissimo Collegio Alberoni di Piacenza”. Si tratta senza dubbio del San Giuseppe, considerato perduto, policromato nella primavera del 1752 da Antonio Gilardoni insieme al San Lazzaro eseguite dal Geernaert per il cardinale Giulio Alberoni.[12]
- Sant’Antonio da Padova col Bambino, a Muradolo di Caorso (PC), a Pellegrino Parmense e a Borgo Val di Taro- Caffaraccia, quest’ultimo menzionato nei verbali della visita pastorale del 1774.[13]
- Sant’Antonio abate, nelle chiese di Rocca di Varsi (PR) e di S. Dalmazio a PC.[14]
- San Giovanni Battista, nella parrocchiale di Guardamiglio e San Giovanni Battista bambino in quella di Vigolzone.[15]
- San Domenico di Guzman e Santa Rosa da Lima, realizzate nel 1760 per la collegiata di Castel San Giovanni (PC), statue simulanti l’alabastro.[16]
- Angelo custode, conservata presso Kronos - Museo della cattedrale di Piacenza.[17]

- San Rocco, Santa Marta e Gesù Nazzareno a Casalpusterlengo. Nel giro di pochi anni la chiesa di Casalpusterlengo acquista nella città di Piacenza tre statue: San Rocco per l’omonimo oratorio nel 1749, Santa Marta nel maggio del 1753: da questa statua il cognato del Geernaert, Pietro Perfetti, incisore a bulino, ricava un’incisione, e un Gesù Nazzareno per l’oratorio di S. Bernardino nel settembre del 1753. L’autore riferito al solo S. Rocco viene indicato come Giovanni Fiammingo da Piacenza[18]

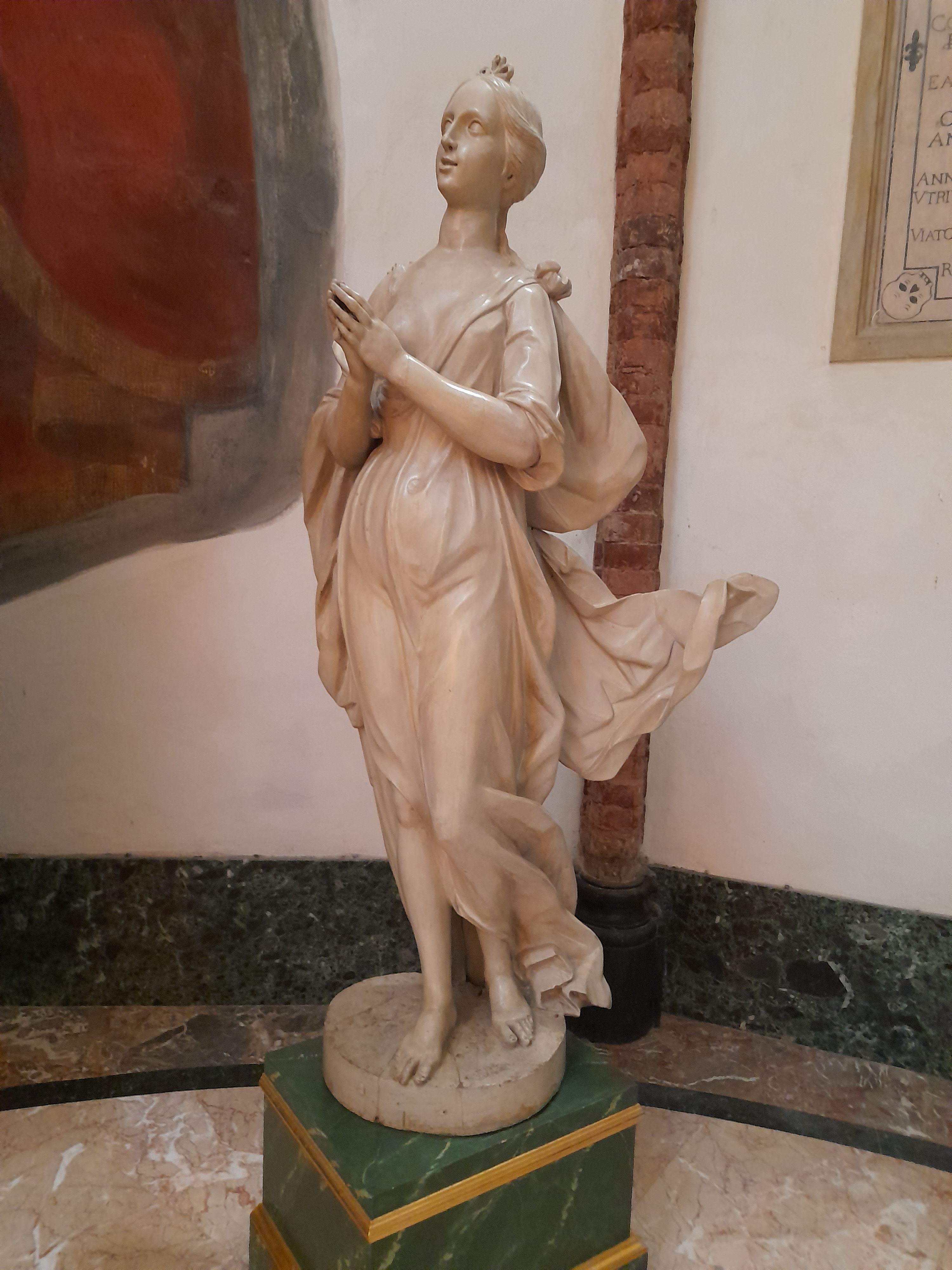
Jan Geernaert, La Speranza - Cortemaggiore, Basilica di Santa Maria delle Grazie

- La Fede e la Speranza realizzate nel 1772 per la Basilica di Santa Maria delle Grazie di Cortemaggiore (PC) inventariata come opera di Giovanni Gheinardi. Statue monocrome simulanti l’alabastro.[19]
- San Vincenzo Ferreri, a Muradolo di Caorso (PC) chiesa di S. Michele Arcangelo; statua molto simile a quella del duomo di Pontremoli. Dall’archivio parrocchiale si ricava che nel 1738, per questa statua, viene fornito un acconto al Geernaert.[20]
- San Rocco e San Lazzaro 1751, presso la Galleria del Collegio Alberoni (PC). La statua di San Lazzaro risulta sia stata pagata 12 scudi dal cardinale Alberoni nel 1757.[21]
- Quattro statue delle virtù con due angeli: La Vigilanza, la Fede, la Carità e l’Umiltà, della chiesa di San Raimondo a Piacenza. Statue simulanti il marmo.[22]

- I Crocefissi: uno del 1759 in sacrestia della chiesa dei Cappuccini a Piacena, un altro in S. Eufemia a Piacenza; quelli della chiesa Centenaro, di Carmiano di Vigolzone (acquistato nel 1741 da uno scultore “monsù Giovanni”), di Riva di Pontedell’Olio, di Farini, di Fiorenzuola d’Arda (1741) e quelli degli oratori di S. Rocco, S. Dalmazio e Santa Maria di Campagna a Piacenza 1759.[23]
- Gesù deposto, nell’Oratorio di S. Rocco a Castel San Giovanni, e quelli in San Sepolcro e S. Anna a Piacenza.[23]
- Il gruppo della Crocefissione della Basilica di Santa Maria di Campagna a Piacenza.

Nel 1757 la fabbriceria della Basilica affida allo statuario Ghernardi l’esecuzione di quattro statue formanti la Pietà, da porsi in un’ancona sull’altare del Crocefisso.
Per questo lavoro il Ghernardi lascia una memoria da lui redatta e sottoscritta insieme a Don Luigi Mussi che ha dipinto la nicchia e Giuseppe Manzoni che dipinse le statue. In essa precisa di aver terminato il lavoro nello stesso anno dell’ordine e di aver firmato l’opera per eterna memoria:
“Essendo che l’immagine del Crocefisso che adoravasi nella chiesa della B.V.M. di Campagna di questa nostra città di Piacenza, non era imagine corrispondente alla maestà dell’altare, né alla magnificenza del Tempio, né all’eccellenza delle celebri pitture che in essa ritrovansi, l’illus. sig. conte Francesco Landi, passate prima le debite convenienze cogl’illus. sigg. Consorti Casati, dei quali è l’altare del Cristo, nell’anno 1757, mosso da singolare pietà e divozione con denaro di molti benefattori fece fare dal sig. Giovanni Ghernardi fiammingo statuario non solamente un Crocefisso che fosse proprio del luogo, ma ancora altre tre statue, cioè la statua di M. Addolorata, la statua di M. Maddalena e quella di S. Giovanni. Lo statuario terminò tutte e quattro le statue a dì 6 dicembre dell’anno medesimo 1757, e per eterna memoria dell’opera incise il suo nome, ed il millesimo dietro le coscie del Crocefisso.…………..” Sempre nel 1757 i frati di s: Maria di Campagna affidano al Geernaert l’incarico di una perizia intorno alla qualità del legno e alle fattezze della statua della Madonna che colà si venera. IL Geernaert certifica che è “…..di legno tavernello, vocabolo forse piacentino, altrimenti detto pioppa di fattezze antichissime in tutte le sue qualità, scorgendo in essa ma spezialmente nel panneggiamento tutto il fare degli antichi greci. Ciò però che mi fa stupore, egli è il vederla perfettamente sana quando intendo dai Religiosi aver essi documenti autentici che la danno fatta molto prima del millenio. ………..”
Della famiglia Casati citata dal Geernaert nella sua memoria esiste un fascicolo, presso l’Archivio di Stato di Piacenza, nel fondo Casati Rollieri in cui ci sono registrazioni sull’attività svolta per questa casata tra il 1763 e il 1772 da “Monsù Giova Gerardi Scultore”. Ci sono compensi per un Crocefisso nel 1765, per una statua della Madonna Addolorata tra il 1763 e il 1767, per un'altra raffigurante Santa Maria Maddalena fatta su proporzione della precedente “grezza di legno per dieci zecchini di Firenze” nel 1766 e per “un angioletto grande al naturale” l’anno seguente; si cita infine un’immagine di San Giovanni e, nell’aprile del 1767 il fiammingo viene retribuito anche per un” Nostro Signore morto e ornati della barra relativa”; quest’ultima opera sembra corrisponda a quella che viene esposta annualmente, per le festività pasquali, nella Basilica di S. Maria di Campagna a Piacenza, che a tergo porta la data dipinta 1766. Le altre statue per il momento non sono identificabili ma non sono certamente quelle, pure di uguale soggetto, del gruppo della Crocefissione di S. Maria di Campagna documentate al 1757
- Arredi sacri e profani, Dalla bottega del Geernaert uscivano non solo statue ma anche arredi sacri; se ne ha una documentazione negli archivi della parrocchiale di Sarmato (PC). Ci sono diversi confessi autografi per pagamenti avvenuti tra aprile 1769 e il 1774: il fiammingo eseguì sei candelieri per l’altare del Crocefisso, altrettanti per l’altare del Rosario e per il maggiore (1769), quattro vasi e un fronte di tabernacolo (1770) un gradino di mensa e modiglioni (1774).[28]

A Pontremoli Don A. Corradini ci dà notizia di un documento dell’archivio di casa Dosi Delfini del 27 maggio 1751 nel quale viene commissionato al Geernaert “un ornato intorno alla Nicchia della B.V. del Popolo di Pontremoli: consistente in una Corona Imperiale con suo Padiglione sostenuto da due Angioli grandi e altri due Puttini” che dovrà essere consegnato entro un anno in cambio di cinquanta zecchini. 
Per quanto riguarda gli arredi profani ci sono: 25 testine in terra cotta realizzate nel 1774 come ornamento delle finestre del palazzo Scotti da Sarmato che si trova a Piacenza di fronte alla Chiesa di Sant’Agostino; due statue monocrome di allegorie, non facilmente identificabili, sullo scalone di palazzo Casali sempre a Piacenza.